# Université de Santa Clara
L’université de Santa Clara (en anglais : Santa Clara University, abrégée en SCU) est une institution universitaire privée situé à Santa Clara en Californie (États-Unis).
Fondée par des Jésuites en 1851 elle est une des plus anciennes institutions d'enseignement supérieur en Californie.

## Historique
Sa charte est agréée par l'État de Californie et elle est accréditée par la Western Association of Schools and Colleges. Elle est gérée en collaboration avec la Compagnie de Jésus, dont les membres ont fondé l'école en 1851. L'université de Santa Clara est l'une des plus anciennes institutions d'enseignement supérieur en Californie, et la plus ancienne université catholique dans l'ouest américain. Elle est l'une des 28 institutions membres de l'Association of Jesuit Colleges and Universities.
Ses couleurs sont « rouge et blanc » et la mascotte est « Bucky the Bronco ».
L'hymne de l'université est « Fight For Santa Clara ».

## Écoles & collèges
- College of Arts & Sciences
- Leavey School of Business
- Education, Counseling Psychology & Pastoral Ministries (ECPPM)
- School of Engineering
- Jesuit School of Theology of Santa Clara University
- School of Law

## Sport
- Santa Clara Broncos
- basketball
- volleyball
- Leavey Center (en)
- Stephen Schott Stadium (en)
- Buck Shaw Stadium
- Malley Fitness Center

## Institutions liées
- Le musée de Saisset, associé à l'université, fondé par la famille d'Ernest de Saisset et situé sur le campus.
- KSCU (en), radio de variétés, appartenant à l'université.
- Mission Santa Clara de Asís (en), fondée en 1777, sert de chapelle à l'université.

## Personnalités (élèves ou professeurs)
- Jerry Brown
- Brandi Chastain
- Brendan Eich
- Julie Ertz
- Khaled Hosseini
- Patricia Janak
- Jorma Kaukonen
- Shemar Moore
- Frank Murkowski
- Janet Napolitano
- Steve Nash
- Daniel Nava
- Gavin Newsom
- Leon Panetta
- Brandin Podziemski
- George Reyes
- Richard Riordan
- Ernest de Saisset
- Cecilia Samartin
- James V. Schall
- Kenny Sears
- Randy Winn

## Galerie de photographies

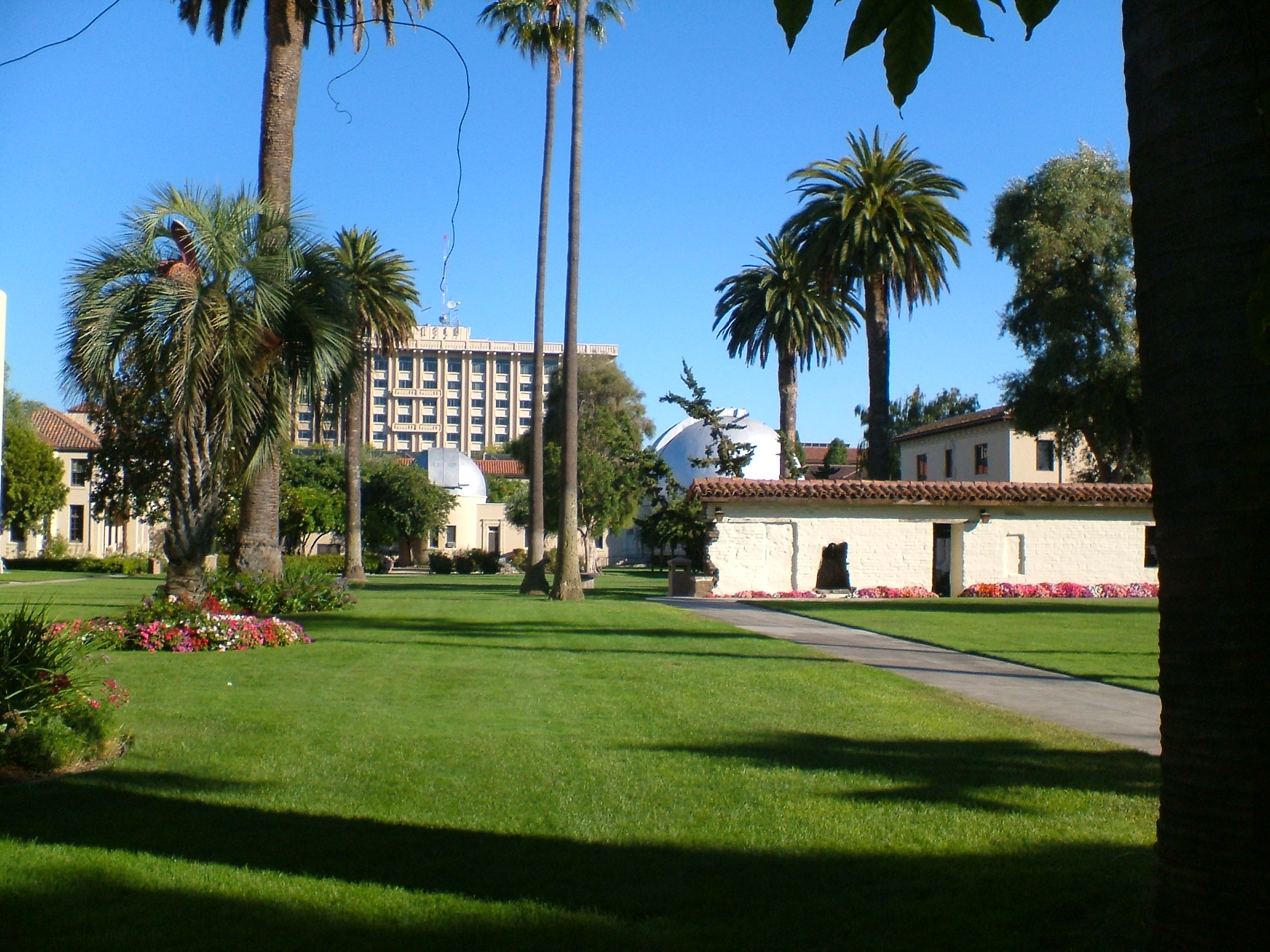
Le campus de l'université.
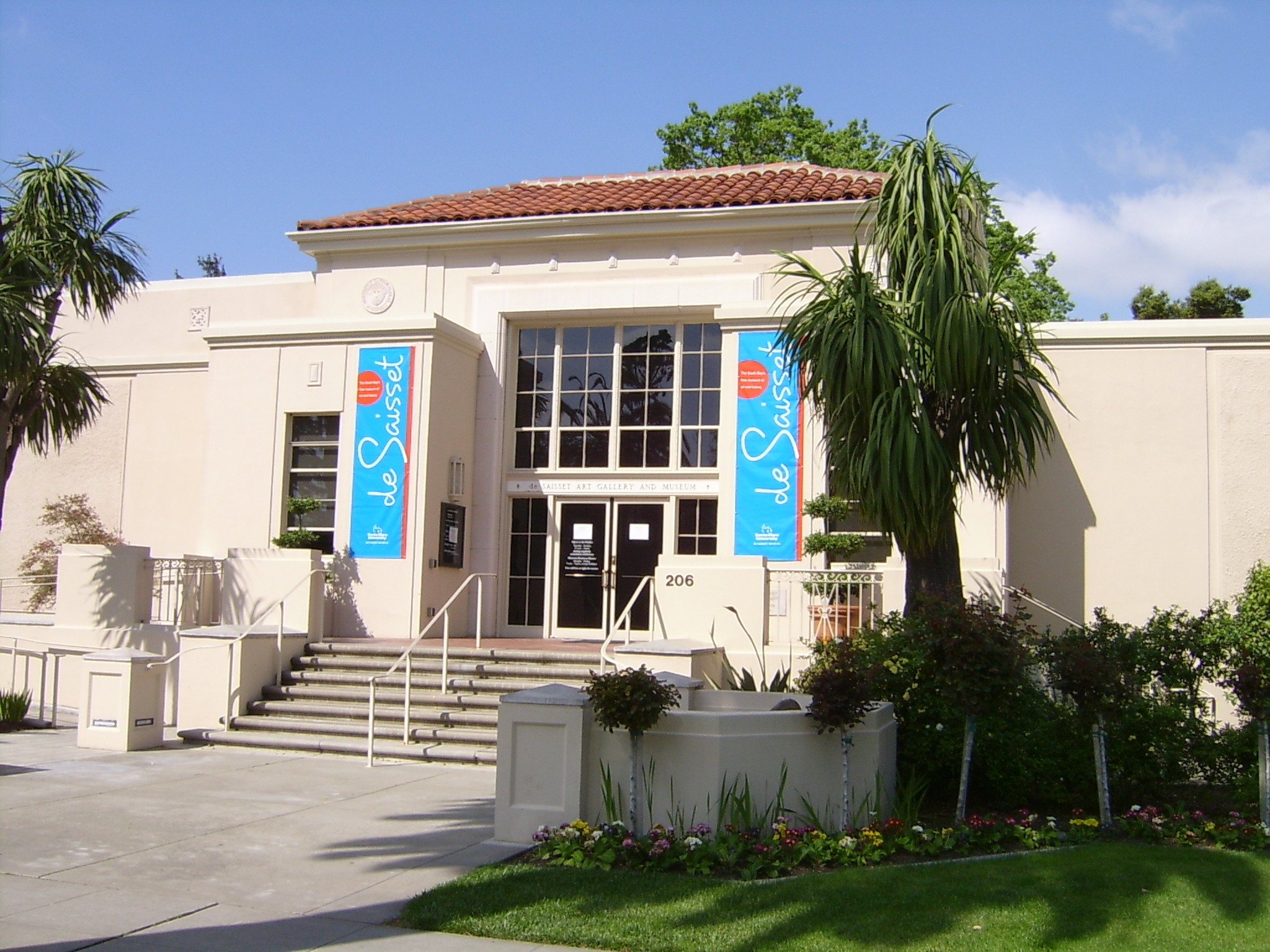
Le musée de Saisset fait partie de l'université.
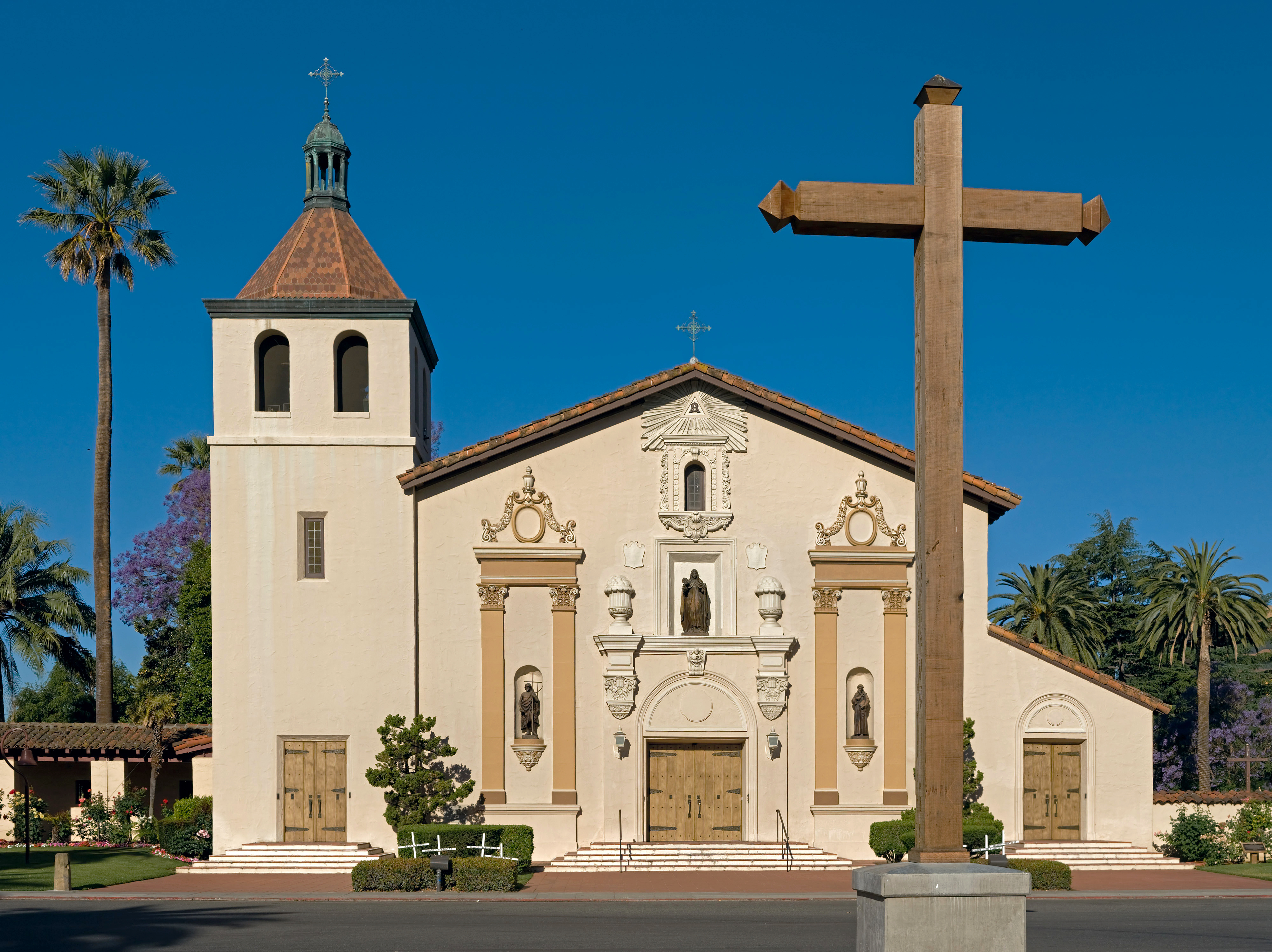
La Mission Santa Clara de Asís.